# Cumbres Mayores
Cumbres Mayores è un comune spagnolo di 2 060 abitanti situato nella comunità autonoma dell'Andalusia.

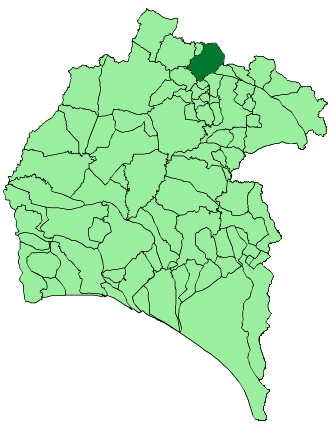
Mappa del comune nella provincia

## Storia

### Simboli
(Decreto della Junta de Andalucía del 9 luglio 1996)